# Габріель Бонвало
П'єр Габріель Едуард Бонвало (13 липня 1853 року — 10 грудня 1933 року) — французький дослідник Центральної Азії і Тибету. Народився в комуні Епань в департаменті Об у Франції в родині П'єра Бонвало і Луїзи-Феліції де Жарден. Школу майбутній дослідник відвідував у Труа.

## Експедиції в 1880—1887 роках
У 1880—1882 роках він відвідав частину Центральної Азії, яка перебувала під контролем Російської імперії, і повернувся до Франції через Бухару, Каспійське море і Кавказ. Його подорожі фінансувалися Міністерством освіти Франції. У 1886 році він подорожував Центральною Азією разом з Гійомом Капусом, ботаніком і етнографом, і художником Альбером Пепіном.
Відправившись з Ташкента в 1886 році, вони вирушили до кордону з Афганістаном. Зиму експедитори перечекали в Самарканді, намагаючись знайти шлях, який дав би їм можливість перетнути Памір з півночі на південь і досягти Китаю. Як європеєць, Бонвало ставився зверхньо до місцевих жителів і використовував погрози і силу, щоб роздобути спорядження, припаси, в'ючних тварин і носіїв. Він перетнув Памір, Читрал, де затримався більш ніж на місяць, і Каракорум, поки не досяг Кашміру. За цю експедицію дослідник був нагороджений Французьким географічним товариством в Парижі.

## Експедиція 1889 року
У 1889 році Бонвало очолив експедицію на Тибет, яку фінансували герцог Шартрський Роберт і його син, принц Анрі Орлеанський.
Початковий план Бонвало полягав у тому, щоб перетнути Азію і досягти Тонкіна у Французькому Індокитаї. Європу і Росію він хотів перетнути поїздом, а потім продовжити шлях пішки та верхи до кордону з Китайським Туркестаном. Дослідник хотів бути першим європейцем, який би перетнув пустелі Гобі і Лоб-Нор. Потім він хотів піднятися на Тибетське плато і спробувати потрапити в Лхасу, закриту у той час для чужинців. Далі його план передбачав пройти 1700 км Східним Тибетом, щоб дістатися до Юньнаня і вже звідти — до річки Меконг, і далі — до Індокитаю. В результаті його експедиція повинна була пройти 9500 км, в тому числі місцевостями, ще недослідженими європейцями. Бонвало супроводжував у подорожах бельгійський місіонер Констант де Декен, який приєднався до експедиції в Жаркенті (Туркестан), і Анрі Орлеанський; вони допомагали як фотограф і ботанік.
Початок експедиції пройшов у відносно комфортних умовах, подорож не мала труднощів, поки вони не досягли кордону між Росією і Китайським Туркестаном. Експедиція вступила на територію, що знаходилася під контролем Китаю, і рушила далі, пройшовши через Тянь-Шань, Таримську западину і Лоб-Нор. Зиму вони потім вимушені були провести в Тибеті. Члени експедиції Бонвало знову примусили місцеве населення забезпечувати їх кіньми і провідниками, й навіть погрожували місцевому керівникові тюремним строком. Дорогою до міста Лхаси вони були затримані місцевими чиновниками. Доступ до Лхаси дослідники так і не отримали, після довгих переговорів експедиції дозволили лише продовжити свій шлях до східних кордонів Тибетського плато. У червні вони врешті-решт досягли Кандіна, а вже у вересні 1890 року — Ханоя .

## Подальша кар'єра
Габріель Бонвало хотів своїми експедиціями, що фінансувалися французьким урядом, продемонструвати могутність Франції. Після поїздки в Алжир в 1893 році Бонвало зацікавився націоналізмом і став затятим прихильником ультраправих організацій і французьких колоніалістів. У 1894 році він заснував свою проколоніалістичну організацію. У 1898 році здійснив експедицію до Ефіопії і приєднався до експедиції Маршана в Фашоді. Але через неуспішність переговорів з ефіопським імператором Менеліком II, Бонвало покинув експедицію до того, як вона досягла Судану .
Він депутатом від Парижа, працював в Парламенті Франції в 1902—1906 роках. З 1912 по 1920 рр. Бонвало був мером Брієн-ле-Шато в своєму рідному департаменті Об. Помер в Парижі 10 грудня 1933 року.